# Manchester United F.C. mùa bóng 1919–20
Mùa giải 1919-20 là mùa giải thứ 24 của Manchester United ở Liên đoàn bóng đá và thứ 9 ở giải hạng nhất, và lần đầu tiên trong mùa giải của Liên đoàn bóng đá và FA Cup sau khi giải đấu bị hủy bỏ trong Chiến tranh thế giới lần thứ nhất.
Trước khi bắt đầu mùa giải, Liên đoàn bóng đá mở rộng số lượng các đội tham gia giải đấu đến 22 đội, Manchester United lần đầu tiên thi đấu 42 trận.

## Giải bóng đá hạng nhất (First Division)
| Thời gian                | Đối thủ              | H/A | Tỷ số Bt-Bb | Cầu thủ ghi bàn                       | Số lượng khán giả |
| ------------------------ | -------------------- | --- | ----------- | ------------------------------------- | ----------------- |
| ngày 30 tháng 8 năm 1919 | Derby County         | A   | 1 – 1       | Woodcock                              | 12,000            |
| 1 tháng 9 năm 1919       | The Wednesday        | H   | 0 – 0       |                                       | 13,000            |
| 6 tháng 9 năm 1919       | Derby County         | H   | 0 – 2       |                                       | 15,000            |
| 8 tháng 9 năm 1919       | The Wednesday        | A   | 3 – 1       | Meehan, Spence, Woodcock              | 10,000            |
| 13 tháng 9 năm 1919      | Preston North End    | A   | 3 – 2       | Spence (2), Meehan                    | 15,000            |
| 20 tháng 9 năm 1919      | Preston North End    | H   | 5 – 1       | Spence (2), Woodcock (2), Montgomery  | 18,000            |
| 27 tháng 9 năm 1919      | Middlesbrough        | A   | 1 – 1       | Woodcock                              | 20,000            |
| 4 tháng 10 năm 1919      | Middlesbrough        | H   | 1 – 1       | Woodcock                              | 28,000            |
| 11 tháng 10 năm 1919     | Manchester City      | A   | 3 – 3       | Hodge, Hopkin, Spence                 | 30,000            |
| 18 tháng 10 năm 1919     | Manchester City      | H   | 1 – 0       | Spence                                | 40,000            |
| 25 tháng 10 năm 1919     | Sheffield United     | A   | 2 – 2       | Hopkin, Woodcock                      | 18,000            |
| 1 tháng 11 năm 1919      | Sheffield United     | H   | 3 – 0       | Hodges, Spence, Woodcock              | 24,500            |
| 8 tháng 11 năm 1919      | Burnley              | A   | 1 – 2       | Hodge                                 | 15,000            |
| 15 tháng 11 năm 1919     | Burnley              | H   | 0 – 1       |                                       | 25,000            |
| 22 tháng 11 năm 1919     | Oldham Athletic      | A   | 3 – 0       | Hodges, Hopkin, Spence                | 15,000            |
| 6 tháng 12 năm 1919      | Aston Villa          | A   | 0 – 2       |                                       | 40,000            |
| 13 tháng 12 năm 1919     | Aston Villa          | H   | 1 – 2       | Hilditch                              | 30,000            |
| 20 tháng 12 năm 1919     | Newcastle United     | H   | 2 – 1       | Hodges, Spence                        | 20,000            |
| 26 tháng 12 năm 1919     | Liverpool            | H   | 0 – 0       |                                       | 45,000            |
| 27 tháng 12 năm 1919     | Newcastle United     | A   | 1 – 2       | Hilditch                              | 45,000            |
| 1 tháng 1 năm 1920       | Liverpool            | A   | 0 – 0       |                                       | 30,000            |
| 3 tháng 1 năm 1920       | Chelsea              | H   | 0 – 2       |                                       | 25,000            |
| 17 tháng 1 năm 1920      | Chelsea              | A   | 0 – 1       |                                       | 40,000            |
| 24 tháng 1 năm 1920      | West Bromwich Albion | A   | 1 – 2       | Woodcock                              | 20,000            |
| 7 tháng 2 năm 1920       | Sunderland           | A   | 0 – 3       |                                       | 25,000            |
| 11 tháng 2 năm 1920      | Oldham Athletic      | H   | 1 – 1       | Bissett                               | 15,000            |
| 14 tháng 2 năm 1920      | Sunderland           | H   | 2 – 0       | Harris, Hodges                        | 35,000            |
| 21 tháng 2 năm 1920      | Arsenal              | A   | 3 – 0       | Spence (2), Hopkin                    | 25,000            |
| 25 tháng 2 năm 1920      | West Bromwich Albion | H   | 1 – 2       | Spence                                | 20,000            |
| 28 tháng 2 năm 1920      | Arsenal              | H   | 0 – 1       |                                       | 20,000            |
| 6 tháng 3 năm 1920       | Everton              | H   | 1 – 0       | Bissett                               | 35,000            |
| 13 tháng 3 năm 1920      | Everton              | A   | 0 – 0       |                                       | 30,000            |
| 20 tháng 3 năm 1920      | Bradford City        | H   | 0 – 0       |                                       | 25,000            |
| 27 tháng 3 năm 1920      | Bradford City        | A   | 1 – 2       | Bissett                               | 18,000            |
| 2 tháng 4 năm 1920       | Bradford Park Avenue | H   | 0 – 1       |                                       | 30,000            |
| 3 tháng 4 năm 1920       | Bolton Wanderers     | H   | 1 – 1       | Toms                                  | 39,000            |
| 6 tháng 4 năm 1920       | Bradford Park Avenue | A   | 4 – 1       | Bissett, Grimwood, Toms, Woodcock     | 14,000            |
| 10 tháng 4 năm 1920      | Bolton Wanderers     | A   | 5 – 3       | Bissett (2), Meredith, Toms, Woodcock | 25,000            |
| 17 tháng 4 năm 1920      | Blackburn Rovers     | H   | 1 – 1       | Hopkin                                | 40,000            |
| 24 tháng 4 năm 1920      | Blackburn Rovers     | A   | 0 – 5       |                                       | 30,000            |
| 26 tháng 4 năm 1920      | Notts County         | H   | 0 – 0       |                                       | 30,000            |
| 1 tháng 5 năm 1920       | Notts County         | A   | 2 – 0       | Meredith, Spence                      | 20,000            |

| #  | Câu lạc bộ           | Tr | T  | H  | B  | Bt | Bb | Hs | Điểm |
| -- | -------------------- | -- | -- | -- | -- | -- | -- | -- | ---- |
| 11 | Bradford Park Avenue | 42 | 15 | 12 | 15 | 60 | 63 | –3 | 42   |
| 12 | Manchester United    | 42 | 13 | 14 | 15 | 54 | 50 | +4 | 40   |
| 13 | Middlesbrough        | 42 | 15 | 10 | 17 | 61 | 65 | –4 | 40   |

## FA Cup
| Thời gian           | Vòng đấu | Đối thủ     | H/A | Tỷ số Bt-Bb | Cầu thủ ghi bàn | Số lượng khán giả |
| ------------------- | -------- | ----------- | --- | ----------- | --------------- | ----------------- |
| 10 tháng 1 năm 1920 | Vòng 1   | Port Vale   | A   | 1 – 0       | Toms            | 14,549            |
| 31 tháng 1 năm 1920 | Vòng 2   | Aston Villa | H   | 1 – 2       | Woodcock        | 48,600            |